# Eduard Karsen

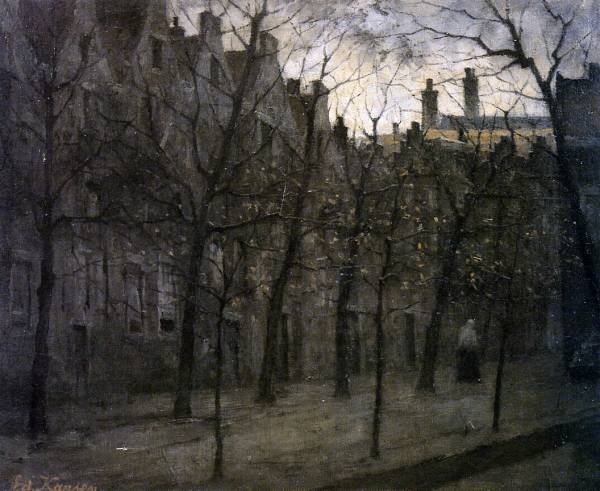
Begijnenhof w Amsterdamie, ok. 1900

Johann Eduard Karsen (ur. 10 marca 1860 w Amsterdamie, zm. 31 października 1941 tamże) – holenderski malarz pejzażysta.
Urodził się w rodzinie romantycznego malarza Kaspara Karsena. Studiował w Rijksakademie voor Beeldende Kunsten, gdzie związał się z grupą młodych artystów, którzy mieli później znaczny wpływ na życie artystyczne w Holandii w schyłku XIX wieku.
Eduard Karsen malował pejzaże utrzymane w poetyckim i tajemniczym nastroju. Jego styl przypomina twórczość malarzy Szkoły haskiej. Są to zwykle przedstawienia ulic miast lub wiejskich obejść uchwycone wcześnie rano lub późno wieczorem, zwykle pozbawione postaci ludzkich. Artysta był związany z literacką grupą Tachtigers.

## Wybrane prace
- Stare domy nad kanałem, Dordrecht,
- Szary dzień, Amsterdam,
- Biały dom, Otterlo.